# محمودآباد (کمیجان)
محمودآبادروستایی است از توابع شهرستان کمیجان در استان مرکزی. این روستا در دهستان خسروبیگ این شهرستان قرار دارد.

## مشخصات منطقه‌ای
روستای محمودآباد طبق تقسیمات اخیر کشوری، از توابع دهستان خسروبیگ شهرستان کمیجان می‌باشد. این روستا با مختصات جغرافیایی ۴۹ درجه و ۳۴ دقیقه طول شرقی و ۵۷ درجه و ۴۳ دقیقه عرض شمالی در شمال غربی استان مرکزی قراردارد. فاصله روستای محمودآباد تا مرکز شهرستان - کیلومتر می‌باشد.

## جمعیت
طبق سرشماری مرکز آمار ایران، جمعیت محمودآباد در سال ۱۳۸۵ برابر با ۶۲۰ نفر بوده است. این روستا ۱۵۴ خانوار دارد.